# 노인과 바다 (1958년 영화)
《노인과 바다》(영어: The Old Man and the Sea)는 미국에서 제작된 존 스터지스 감독의 1958년 모험, 드라마 영화이다. 어니스트 헤밍웨이의 동명의 소설을 바탕으로 제작되었다. 스펜서 트레이시 등이 주연으로 출연하였고 리랜드 헤이워드 등이 제작에 참여하였다.
이 영화는 음악을 맡은 디미트리 티옴킨을 통해 아카데미 음악상을 수상했다.

## 출연

### 주연
- 스펜서 트레이시

### 조연
- 해리 벨라버
- 돈 다이아몬드
- 돈 블랙크먼
- 조이 레이
- 카를로스 리베로
- 모리츠 휴고

## 기타
- 원작자 : 어니스트 헤밍웨이
- 미술 : 에드워드 카레르, 아트 로엘

## 한국어 더빙 성우진(MBC, 1983년 7월 16일)
- 최병학 - 산티아고 (스펜서 트레이시)
- 안정현 - 마놀린 (펠리페 파조스)
- 황일청 - 해설
- 정승현
- 김석옥
- 우문희
- 이진성